# メナローラ
メナローラ（イタリア語: Menarola）は、イタリア共和国ロンバルディア州ソンドリオ県にあった基礎自治体（コムーネ）。
1990年代以後のコムーネ人口は50人足らずで、イタリアでも人口が少ないコムーネのひとつであったが、2015年にゴルドーナに編入されてその分離集落（フラツィオーネ）に位置づけられた。

## 地理

### 位置・広がり
ソンドリオ県北西部、ヴァルキアヴェンナに位置する。コムーネの役場があったグラデセッラ（Gradesella）は、ゴルドーナ集落から北西へ1km、キアヴェンナから南西へ4km、県都ソンドリオから西北西へ42kmの距離にある。

#### 隣接コムーネ
隣接するコムーネは以下の通り。
- ゴルドーナ
- Lostallo (CH-GR)
- メーゼ
- サン・ジャーコモ・フィリッポ
- Soazza (CH-GR)